# Santhakra
Santhakra (nepalski: सान्थाक्रा) – gaun wikas samiti we wschodniej części Nepalu w strefie Meći w dystrykcie Taplejung. Według nepalskiego spisu powszechnego z 2001 roku liczył on 518 gospodarstw domowych i 2861 mieszkańców (1474 kobiet i 1387 mężczyzn).